# جورج بار (حكم كرة قاعدة)
جورج بار (بالإنجليزية: George Barr)‏ هو حكم كرة قاعدة ‏ أمريكي، ولد في 19 يوليو 1897 في سكامون في الولايات المتحدة، وتوفي في 26 يوليو 1974 في سولفور في الولايات المتحدة.